# LZX-Algorithmus
Der LZX-Algorithmus ist ein verlustfreies Datenkompressionsverfahren, das auf dem Lempel-Ziv-Algorithmus von 1977 basiert und von Jonathan Forbes und Tomi Poutanen entwickelt wurde.
Als Erweiterung zum Lempel-Ziv-Algorithmus werden die Positionsangaben effizienter kodiert, u. a. mit einer dreielementigen LRU-Liste.

## Einsatz
Das Verfahren wurde zuerst 1995 im gleichnamigen Kompressionsprogramm als Shareware für den Commodore Amiga implementiert.
Seit 1997 steht der LZX-Algorithmus auch im CAB-Format von Microsoft zur Verfügung. Im Gegensatz zur ursprünglichen Implementierung werden dabei auch Suchfenster variabler Größe unterstützt.